# Zuzana Harmáčková
Zuzana Harmáčková (* 1987) je česká vědkyně, která se specializuje na výzkum v oblasti vědy o udržitelnosti v Ústavu výzkumu globální změny Akademie věd České republiky – CzechGlobe a ve Stockholm Resilience Centre. Tvoří a analyzuje scénáře budoucího vývoje a cest k udržitelnosti. 

## Vzdělání
Zuzana Harmáčková mezi lety 2006–2011 studovala ekologii a ochranu životního prostředí na Přírodovědecké fakultě Univerzity Karlovy a environmentální studia v Centru pro otázky životního prostředí Univerzity Karlovy. V roce 2011 zakončila studia diplomovou prací Modelování vlivu prostorové heterogenity výsypek na rozvoj půdy a vegetace. Mezi lety 2012–2016 studovala environmentální obor v Centrumu pro otázky životního prostředí Univerzity Karlovy v Praze. Studium zakončila disertační prací, Hodnocení ekosystémových služeb a alternativ jejich budoucího vývoje v biosférických rezervacích UNESCO a získala titul Ph.D.

## Profesní život
Zuzana Harmáčková zkoumá scénáře budoucího vývoje, cesty k udržitelnosti, provádí komparativní analýzu indikátorů resilience a posuzuje a hodnotí ekosystémové služby (InVEST, ARIES). Také provádí modelaci rozporů a synergií mezi ekosystémovými službami, analyzuje sociálně-ekologické systémy a věnuje se také dlouhodobému sociálně-ekologickému výzkumu (LTSER). Mezi lety 2012–2017 pracovala při studiu v Ústavu výzkumu globální změny Akademie věd České republiky (dříve Centrum výzkumu globální změny Akademie věd České republiky). Mezi lety 2017–2019 pracovala jako odborná asistentka na Stockholm Resilience Centre. Od roku 2019 pracuje na pozici odborná asistentka v Ústavu výzkumu globální změny Akademie věd České republiky.